# Самохвалов, Александр Николаевич (Герой Советского Союза)
Алекса́ндр Никола́евич Самохва́лов (26 августа 1915 — 18 января 1945) — командир батареи 207-го отдельного истребительного противотанкового дивизиона 348-й стрелковой дивизии, капитан, Герой Советского Союза.

## Биография
Родился 26 августа 1915 года в деревне Николо-Выселки (ныне — в Александро-Невском районе, Рязанская область) в семье крестьянина. Русский.
В Красную Армию был призван в 1936 году Новодеревенским райвоенкоматом. В 1940 году окончил артиллерийские курсы усовершенствования командного (офицерского) состава и в том же году был уволен в запас. Видимо, после службы в армии жил и работал в городе Ногинск Московской области. После начала Великой Отечественной войны, 17 июля 1941 года, вновь был призван в РККА Ногинским ГВК Московской области.
На фронте с ноября 1941 года. Воевал на Северо-Западном, Калининском, Брянском фронтах. Был ранен в январе 1942 года, награждён орденом Красной Звезды (19 июля 1943 года). К лету 1944 года капитан Самохвалов — командир батареи 207-го отдельного истребительного противотанкового дивизиона 348-й стрелковой дивизии. Особо отличился в боях за освобождение Червенского района Минской области Белоруссии.
1 июля 1944 года в районе деревни Сунище капитан Самохвалов со своей батареей скрытно от противника занял огневую позицию, развернул орудия и уничтожил 32 автомашины, 2 штурмовых орудия.
Указом Президиума Верховного Совета СССР от 25 сентября 1944 года за образцовое выполнение боевых заданий командования на фронте борьбы с немецко-фашистскими захватчиками и проявленные при этом мужество и героизм, капитану Самохвалову Александру Николаевичу присвоено звание Героя Советского Союза.
В дальнейшем участвовал в боях на территории Польши, стал заместителем командира дивизиона. Погиб в бою в районе города Ружан (Польша) 18 января 1945 года.
Первоначально был похоронен в городе Ружан Мазовецкого воеводства Польши. В настоящее время А. Н. Самохвалов похоронен в Польше: Мазовецкое воеводство, город Макув-Мазовецки, улица Спортова, могила № 50.